# Rhodesiostreptus matabele
Rhodesiostreptus matabele är en mångfotingart som beskrevs av Christoph D. Schubart 1966. Rhodesiostreptus matabele ingår i släktet Rhodesiostreptus och familjen Spirostreptidae. Inga underarter finns listade i Catalogue of Life.